# Stefan Aladžov
Stefan Aladžov (bulharskou cyrilicí Стефан Атанасов Аладжов) (* 18. října 1947, Sofie) je bývalý bulharský fotbalista, obránce. V roce 1970 byl vyhlášen bulharským fotbalistou roku.

## Fotbalová kariéra
V bulharské lize hrál za FK Spartak Sofia a PFK Levski Sofia, nastoupil ve 374 ligových utkáních a dal 4 góly. S Levski Sofia získal pět mistrovských titulů a pět vítězství v bulharském fotbalovém poháru. V Poháru mistrů evropských zemí nastoupil v 7 utkáních, v Poháru vítězů pohárů nastoupil ve 12 utkáních a v Poháru UEFA nastoupil v 19 utkáních. Za bulharskou reprezentaci nastoupil v letech 1969–1979 ve 30 utkáních a dal 1 gól. Byl členem bulharské reprezentace na Mistrovství světa ve fotbale 1970, nastoupil v utkání proti Peru. Byl členem bulharské reprezentace na Mistrovství světa ve fotbale 1974, ale v utkání nenastoupil. 

## Ligová bilance
| Ročník                                | Zápasy | Góly | Klub              |
| ------------------------------------- | ------ | ---- | ----------------- |
| 1. bulharská fotbalová liga 1965/1966 | -      | 0    | FK Spartak Sofia  |
| 2. bulharská fotbalová liga 1966/1967 | -      | -    | FK Sliven         |
| 1. bulharská fotbalová liga 1967/1968 | 17     | 1    | Levski Sofia      |
| 1. bulharská fotbalová liga 1968/1969 | 25     | 0    | Levski Sofia      |
| 1. bulharská fotbalová liga 1969/1970 | 29     | 0    | Levski Sofia      |
| 1. bulharská fotbalová liga 1970/1971 | 30     | 0    | Levski Sofia      |
| 1. bulharská fotbalová liga 1971/1972 | 31     | 0    | Levski Sofia      |
| 1. bulharská fotbalová liga 1972/1973 | 32     | 1    | Levski Sofia      |
| 1. bulharská fotbalová liga 1973/1974 | 27     | 0    | Levski Sofia      |
| 1. bulharská fotbalová liga 1974/1975 | 28     | 1    | Levski Sofia      |
| 1. bulharská fotbalová liga 1975/1976 | 28     | 0    | Levski Sofia      |
| 1. bulharská fotbalová liga 1976/1977 | 25     | 0    | Levski Sofia      |
| 1. bulharská fotbalová liga 1977/1978 | 22     | 1    | Levski Sofia      |
| 1. bulharská fotbalová liga 1978/1979 | 26     | 0    | Levski Sofia      |
| 1. bulharská fotbalová liga 1979/1980 | 27     | 0    | Levski Sofia      |
| 1. bulharská fotbalová liga 1980/1981 | 21     | 0    | Levski Sofia      |
| 2. bulharská fotbalová liga 1981/1982 | 33     | 0    | PFK Spartak Varna |
| CELKEM 1. bulharská fotbalová liga    | 374    | 4    |                   |